# Kostel Božího těla (Jankowice Rybnické)
Kostel Božího Těla (polsky Kościół Bożego Ciała) je dřevěný římskokatolický farní kostel v obci Jankowice Rybnické v gmině Świerklany v okrese Rybnik ve Slezském vojvodství v Polsku, náleží pod katolickou farnost Božího těla v Jankowicích Rybnických děkanátu Boguszowice arcidiecéze katovické. Kostel je zapsán ve vojvodském seznamu památek pod registračním číslem 558/57 z 29. listopadu 1957 a 562/66 z 5. února 1966 a je součástí Stezky dřevěné architektury ve Slezském vojvodství.

## Historie
Kostel byl postaven na místě původní kaple z roku 1628 za finančního přispění hraběte Ferdinanda Leopolda Oppersdorffa (1628–1677) v roce 1675. Je zde předpoklad, že část kaple tvoří kněžiště kostela. Farnost byla zřízená až v roce 1897. Kostel byl opravován v rocích 1743, 1776, 1806, 1850, 1904, 1931 a v období 1973–1979 a 2008–2009. Při opravě sanktusníku v roce 1973 byly v makovici nalezeny dokumenty z let 1674, 1743, 1806 a 1896. V roce 1943 byl zabaven zvon pro válečné účely. V roce 2002 dekretem katovického metropolitního arcibiskupa byl kostel a lesní svaté místo (sanktuarium) ve Studzience ustanoveno svatým místem Nejsvětější svátosti (Sanktuarium Najświętszego Sakramentu).

## Architektura

### Exteriér
Kostel je orientovaná jednolodní dřevěná roubená stavba postavená na půdorysu řeckého kříže (loď s transeptem) na dubových základech. Původní dubové základy jsou zčásti dochovány na severní straně kostela, zbytek stojí na kamenné podezdívce. Kněžiště, které je užší a nižší než loď, je zakončeno trojbokým závěrem. Ke kněžišti na severní straně se přimyká sakristie s oratoří v patře. Příčná loď je uzavřena pravoúhle s trojúhelníkovými deštěnými štíty a je krytá sedlovou střechou. Loď má sedlovou střechu, nad kněžištěm zvalbenou a polovalbou na západní straně. Na hřebeni střechy lodi za polovalbou je umístěn šestiboký sanktusník s lucernou a zvonovou střechou. V roce 2009 byla nad střech vložena makovice s křížem. Střešní krytinou je dřevěný šindel. Vnější stěny kostela a štíty jsou bedněné svisle položenými deskami. Kolem kostela jsou otevřené soboty, pravděpodobně z poloviny 18. století. Střechy sobot podpírá dvacet pět dřevěných sloupů.
U kostela jsou postaveny tři zvonice na půdorysu čtverce zakončené lucernou a zvonovou střechou. Zavěšené zvony jsou z roku 1997. Areál kostela je ohrazen dřevěným plaňkovým plotem se zděnými sloupky.

### Interiér
Interiér ztratil svůj historický charakter při generální opravě v roce 1975, byl táflován svisle položenými deskami. Původní interiér byl vyložen dřevovláknitými deskami a vyzdoben polychromií. Také vnitřní vybavení v době oprav bylo změněno, částečně způsobené špatným stavem inventáře a částečně mylným vyložením změn po druhém vatikánském koncilu. Kněžiště má valený strop a lodi a příčné lodi je plochý. Na kruchtě, která je podepřena čtyřmi sloupy, jsou varhany z roku 1904 s prospektem z roku 1700. Varhany byly vyrobeny firmou Schlag und Shöne ze Svidnice. Do kostela vedou trojí dveře zakončené oslím hřbetem. Kněžiště byl polychromovaný strop z roku 1868 od Teodora Gajdy. Dochovaly se tři novobarokní oltáře. Hlavní oltář má zděnou oltářní mensu nad ní je obraz Poslední večeře Páně z počátku 19. století a obraz Nanebevstoupení Páně z 18. století. Tabernákulum z roku 1885 má pozdně renesanční rysy. Boční oltář na evangelijní straně zasvěcený Panně Marii Růžencové pochází z roku 1894. Boční oltář na epištolní straně zasvěcený Nejsvětějšímu Srdci Ježíšově pochází z počátku 20. století. Křížová cesta s novogotickými rysy pochází z roku z roku 1904. Z 18. století pochází kamenná křtitelnice.
Rozměry kostela: délka 25 m, šířka 16 m.

## Galerie

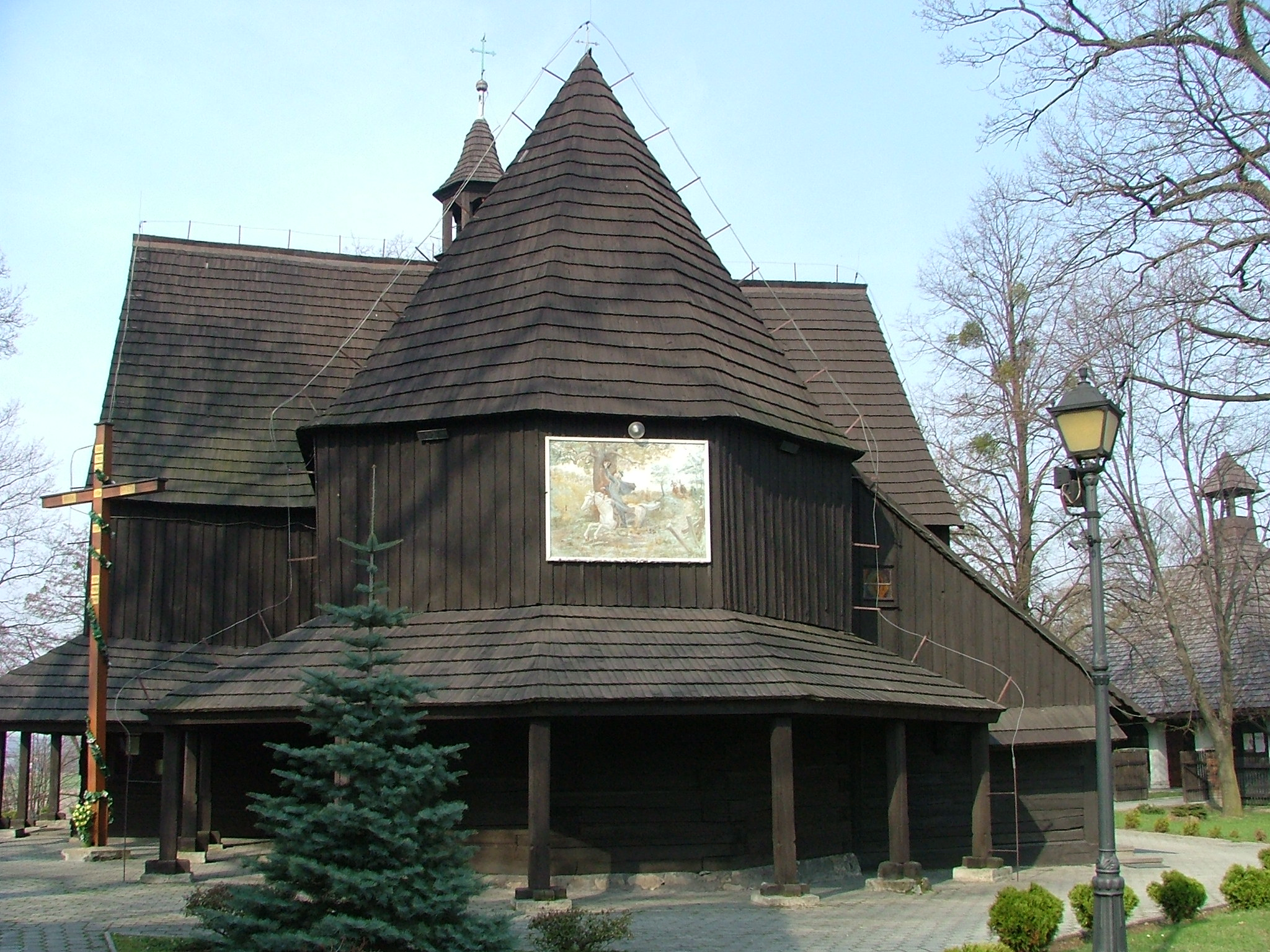
Závěr kostela
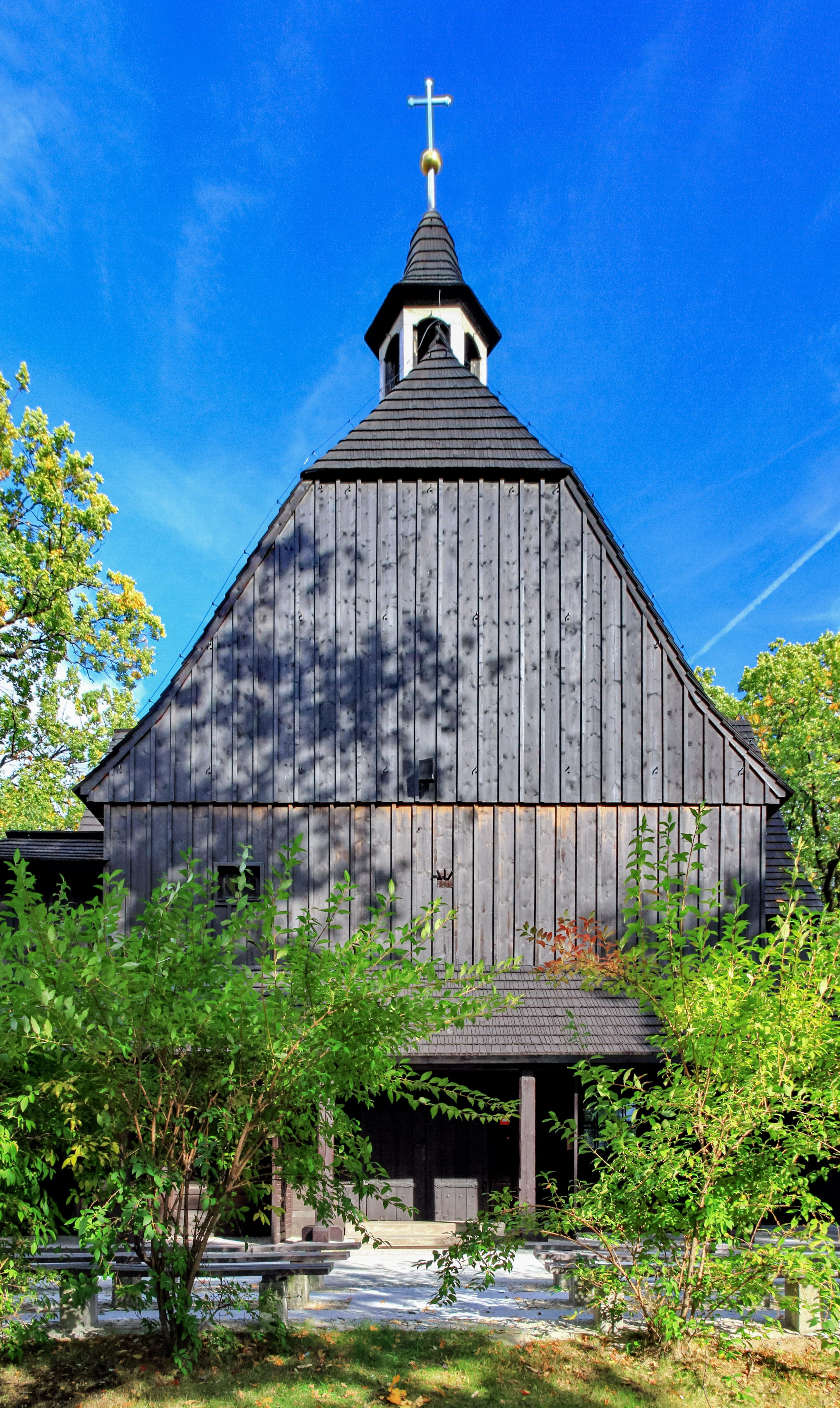
Západní část kostela
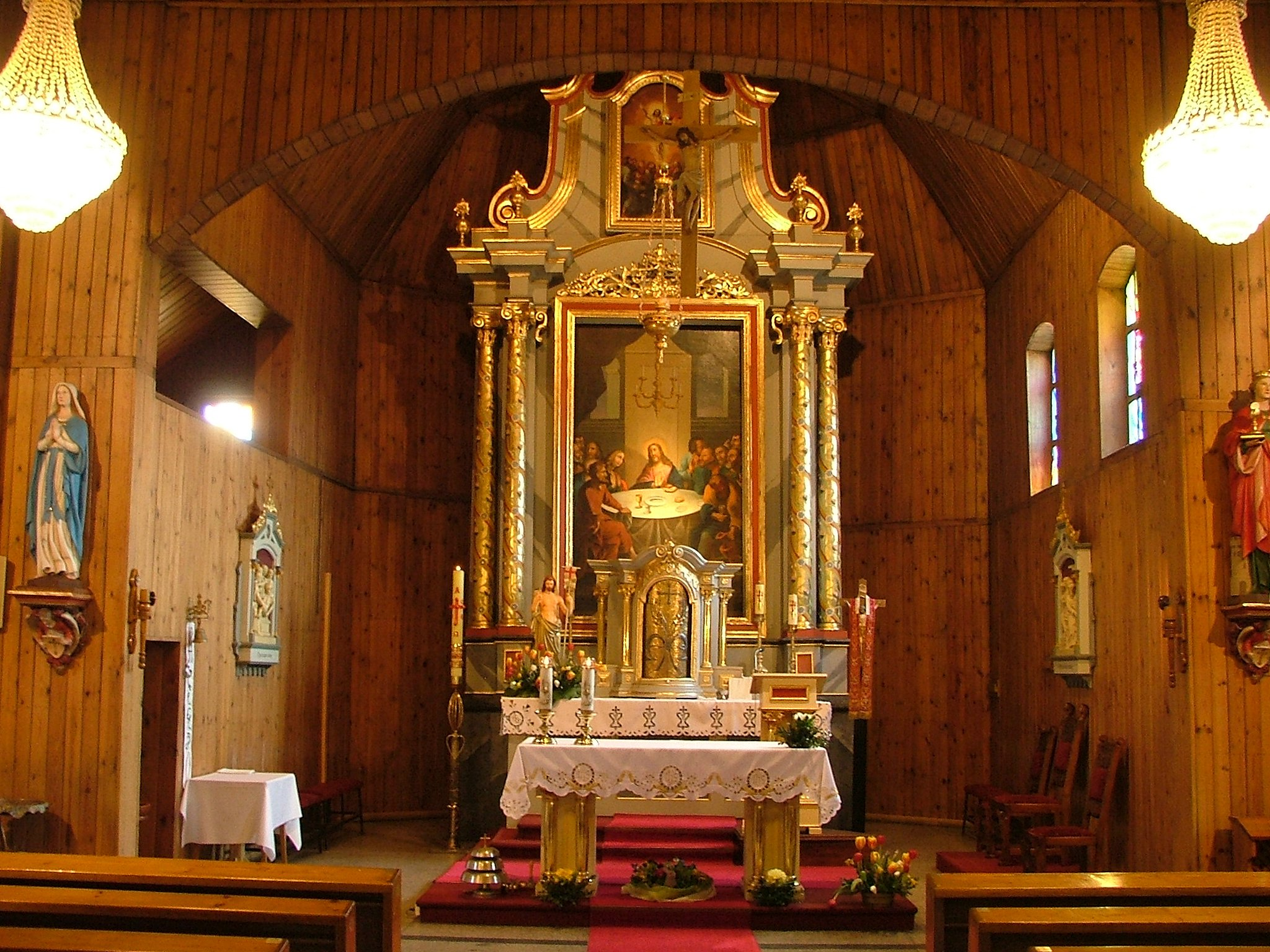
Hlavní oltář v kněžišti
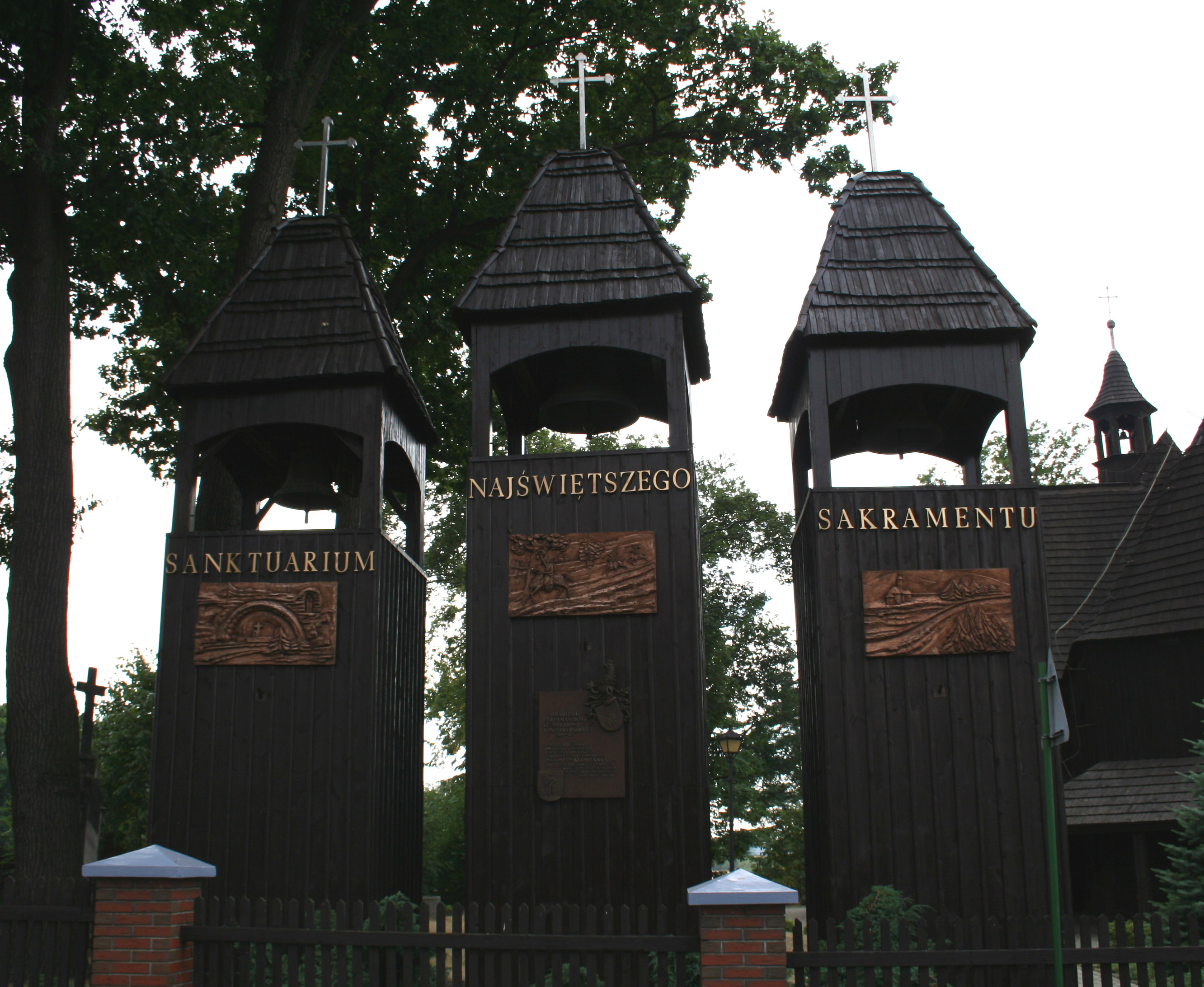
Zvonice u kostela